# 村山耕一
村山 耕一（むらやま こういち、1977年1月5日 - ）は、宮崎放送 (MRT) の元アナウンサー。
埼玉県志木市出身。城西大学付属川越高等学校、東洋大学経営学部経営学科を卒業後、2000年4月にMRTに入社。同期に元同局アナウンサーの丁野奈都子と宮本優香がいる。

## 担当番組

### テレビ番組
- 土曜ゴジヤジ[1]
- みやざき私たち[1]
- おしえて!みやざき[2]
- アッパレ!miyazaki[3]
- わけもん!GT[3]
- みらい・みやざき まなび隊[4]

### ラジオ番組
- 土曜に乾杯！[5]
- ふれあいラジオくらしのレーダー[6]
- 甲斐和代のシャンソンへの誘い[6]
- ムーキン戦隊デジラジャー[6]
- ムーキン戦隊デジラジャーハーフ[7]
- 土曜ヒルラジ[8]
- MRTスーパーワイド バリッと朝！
- Lock On 30
- GO!GO!ワイド[9]
- radiko.jp推進プログラム Digi音！[3]